# Bloc électoral des communistes et socialistes
Le Bloc électoral des communistes et socialistes (en roumain : Blocul Electoral al Comuniștilor și Socialiștilor, abrégé en BECS) est une alliance politique moldave de gauche ou d'extrême gauche,, eurosceptique et russophile. Elle rassemble le Parti des socialistes de la république de Moldavie (PSRM) et le Parti des communistes de la république de Moldavie (PCRM) en vue des élections législatives de 2021.

## Histoire
Des pourparlers sur la formation d'une coalition préélectorale ont été lancés par les représentants du PSRM en avril 2021. Au début du mois de mai, Igor Dodon a envoyé une proposition au président du PCRM, Vladimir Voronin, pour former une coalition électorale. Le Comité central du PCRM a approuvé à la majorité la formation d'une coalition électorale le 11 mai, le PSRM a annoncé et un jour plus tard qu'il était prêt à signer le protocole pour la formation de la coalition. La Commission électorale centrale a accepté la demande de formation du Bloc électoral des communistes et des socialistes le 13 mai, et Voronin a été choisi comme chef de la coalition.
Des élections anticipées ont été annoncées pour le 11 juillet 2021, auxquelles le BECS a participé sous une liste électorale commune dirigée par Voronin, le chef de la coalition du BECS.

## Idéologie
Dans le contexte de l'échiquier politique moldave, il s'agit d'une alliance politique qui a épousé une politique syncrétique, combinant une politique de gauche sur les questions fiscales et des vues conservatrices, sur les questions sociales,,, ces dernières étant en contraste avec les partis de gauche d'Europe occidentale ; elle reflète la situation des droits LGBT en Moldavie, l'un des pays post-communistes le plus fortement conservateur socialement d'Europe de l'Est. L'alliance est socialiste démocratique, elle est par ailleurs anti-OTAN, russophile,,, eurosceptique et s'oppose à l'unification de la Moldavie et de la Roumanie.

## Résultats
| Année | Voix    | %     | Rang | Élus     | +/- |
| ----- | ------- | ----- | ---- | -------- | --- |
| 2021  | 398 678 | 27,17 | 2e   | 32 / 101 | Nv  |